# Ina Isings
Clasina (Ina) Isings (Soest, 15 februari 1919 − Bilthoven, 3 september 2018) was een Nederlandse archeoloog. Ze was hoogleraar in de klassieke archeologie aan de Universiteit Utrecht en beheerde van 1961 tot 1995 de collectie van het Provinciaal Utrechts Genootschap van Kunsten en Wetenschappen (PUG).

## Levensloop
Isings was een dochter van Johan Herman Isings en Elisabeth Helena Petronella Niesten. Ze volgde haar middelbareschoolopleiding aan het Baarnsch Lyceum, maar werd daar door haar vader afgehaald voordat ze examen kon doen. Op haar 24e deed ze alsnog staatsexamen en ging twee jaar later, toen ze al 26 was, kunstgeschiedenis en klassieke archeologie studeren in Utrecht. Ze promoveerde in 1957 op een proefschrift over Romeins glas (Roman glass from dated finds). De door haar bedachte typologie van 134 verschillende glasvormen wordt nog steeds gehanteerd en bezorgde haar internationale bekendheid.

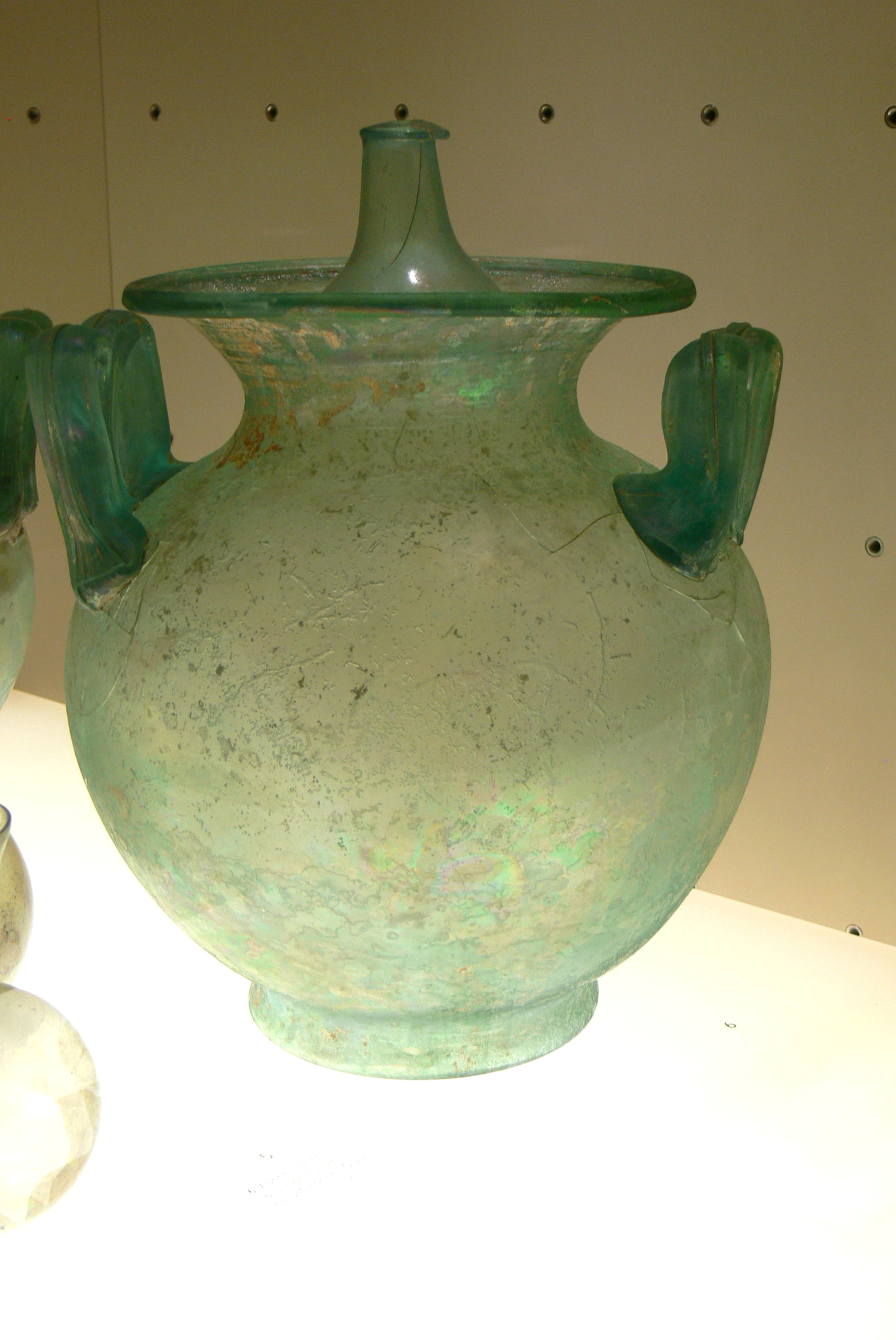
Isings 66b

Isings werd benoemd tot lector aan de Rijksuniversiteit Utrecht met als leeropdracht klassieke archeologie, in het bijzonder de studie van het Romeinse glas. De opleiding archeologie maakte deel uit van het Kunsthistorisch Instituut. Op 13 november 1972 hield zij haar openbare les onder de titel In het glas gekeken. Per 1 januari 1980 werd haar lectoraat omgezet in een gewoon hoogleraarschap; per 1 augustus 1984 ging ze met emeritaat waarna ze nog een jaar onbezoldigd hoogleraar bleef tot 1 september 1985. Daarnaast werd ze in 1961 (onbezoldigd) curator van de collectie van het Provinciaal Utrechts Genootschap van Kunsten en Wetenschappen (PUG), die bestaat uit archeologische schatten uit de provincie Utrecht, die sinds de 19e eeuw op initiatief van het PUG zijn opgegraven en bijeengebracht. De PUG-collectie is in 1995 overgedragen aan de Gemeente Utrecht en ondergebracht in het Centraal Museum. 
Isings woonde vrijwel haar gehele leven, tot 2017, in haar ouderlijk huis In d' Opgang, Kolonieweg 6 in Soest.

## Eerbetoon
In 2008 is in de documentaire ‘Een bijzonder geluk’ een beeld gegeven van de PUG-collectie en de rol van Isings in de afgelopen vijftig jaar.
Op 11 september 2009 kreeg Isings de zilveren medaille van de stad Utrecht voor haar archeologisch onderzoek en haar inspanningen om het Utrechts cultureel erfgoed te behouden.
Prof. Dr. C. Isings overleed in 2018 op 99-jarige leeftijd.

## Publicaties (selectie)
- Isings, C. 1957. Roman glass from dated finds (Archaeologica traiectina, 2). Groningen.
- Isings, C. 1964. Some late Roman glass fragments from Rome. New York, Gordon and Breach.
- Isings, C. 1971. Roman Glass in Limburg. Groningen, Wolters-Noordhoff Publishing.
- Isings, C. 1972. Voorromeins en romeins glas in het Gemeentelijk Oudheidkundig Museum te Heerlen. Heerlen, Gemeentelijk Oudheidkundig Museum.
- Zandstra, M., Polak, M., and Isings, C. et al. 2012. De Romeinse versterkingen in Vechten-Fectio: het archeologisch onderzoek in 1946-1947. Nijmegen, Auxilia.